# Château de Richmond

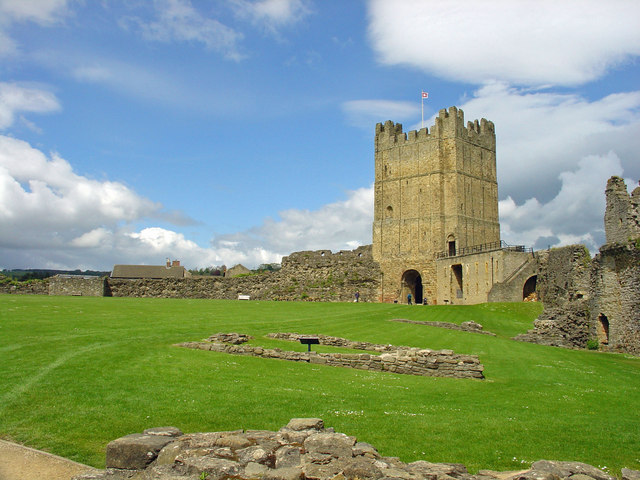
Le donjon du XIIe siècle mesure 100 ft de hauteur.

Le château de Richmond, situé à Richmond, dans le Yorkshire du Nord, en Angleterre, occupe une position dominante au-dessus de la rivière Swale, à proximité du centre de la ville de Richmond. Il s'appelle à l'origine Mont Riche (en anglais, Mount Rich, « la forte colline »). Le château est construit par Alain le Roux à partir de 1071, à la suite de la conquête normande de l'Angleterre, et le Domesday Book de 1086 fait référence à un château à Richmond. 
Au XIIe siècle, son petit-neveu Conan agrandit le château et construit le donjon. Bien qu'il soit abandonné en 1540, il est restauré des siècles plus tard. La propriété est le château normand primitif le mieux préservé en Angleterre et une attraction touristique importante. 

## Plan

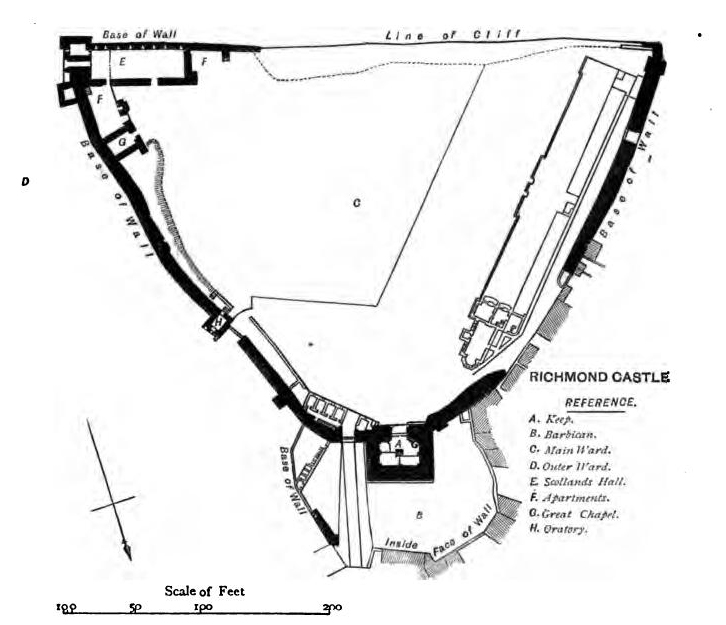
Un plan de l'enceinte principale du château de Richmond représentant le donjon ainsi que la petite enceinte. L'enceinte extérieure est à l'est.

Le château de Richmond se compose de quatre parties principales : une enceinte principale triangulaire, une enceinte extérieure à l’est, un donjon situé au coin nord de l’enceinte principale et une petite enceinte entourant le donjon. 

## Histoire

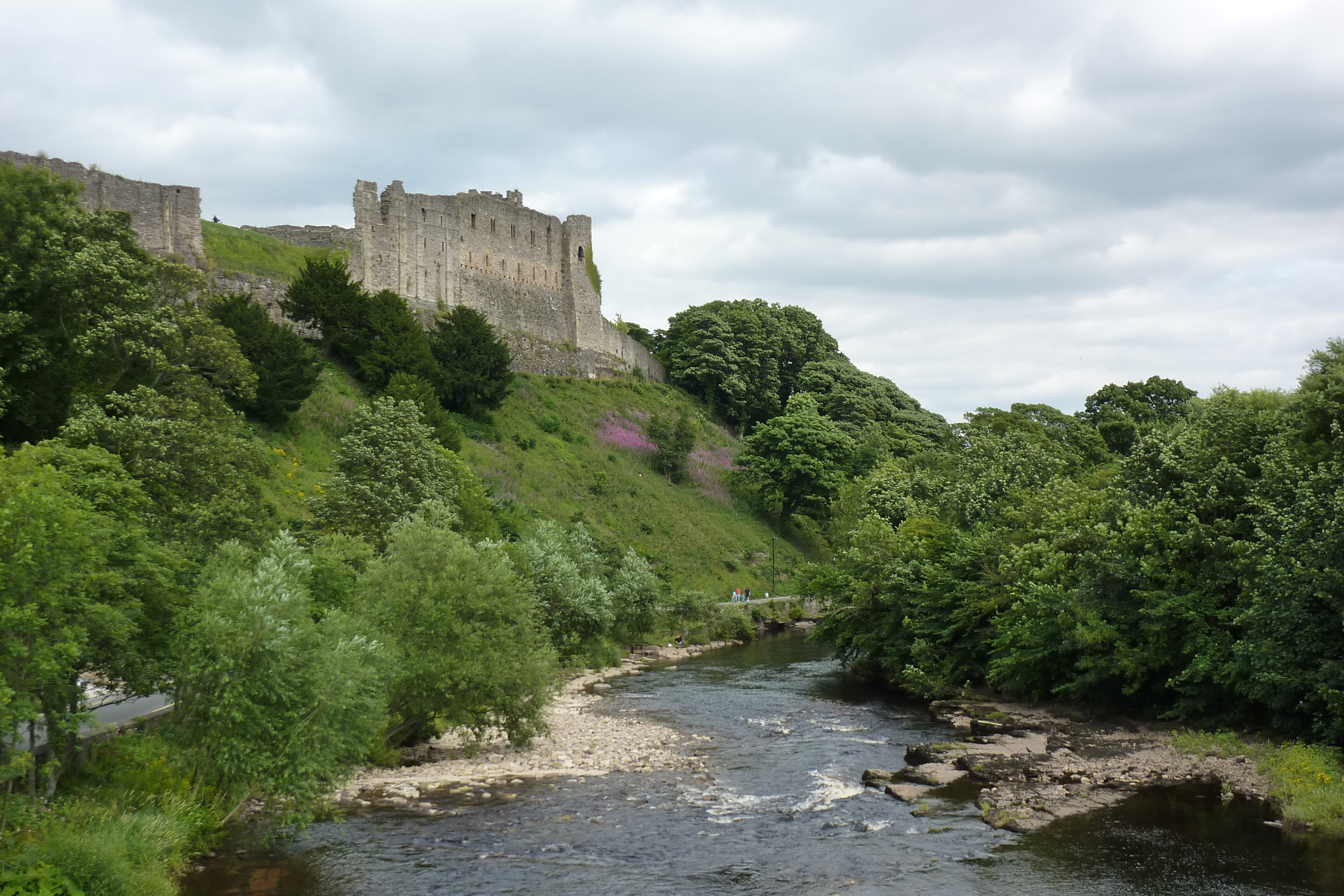
Le château de Richmond de l'autre côté de la rivière Swale

En 1069, Guillaume le Conquérant avait réprimé à York une rébellion qui fut suivie par la Dévastation du nord de l'Angleterre qui consista à incendier des villages entiers, à massacrer les habitants, à détruire les réserves de nourritures et les troupeaux ce qui dépeupla de vastes régions pendant une génération ou plus. En guise de punition supplémentaire, il divisa les terres du nord du Yorkshire et les répartit entre ses fidèles partisans. Alan Rufus, de Bretagne, reçu l'arrondissement de Richmond et commença à construire le château pour se défendre contre de nouvelles rébellions et établir une base pour établir son pouvoir personnel. Ses fonds, appelés Honneurs de Richmond, couvraient des parties de huit comtés et constituaient l'un des plus vastes domaines normands d'Angleterre. Les ducs de Bretagne devinrent propriétaires du château en tant que comte de Richmond, bien que celui-ci fût souvent confisqué à diverses époques par les rois anglais. 
Un donjon de 100 pied (30,48 m) en grès couleur miel fut construit par Conan IV de Bretagne à la fin du XIIe siècle. Le comté de Richmond fut saisi en 1158 par Henri II d’Angleterre . C’est le roi Henri II qui probablement compléta le donjon de murs épais de 11 pied (3,3528 m). Les visiteurs modernes peuvent grimper au sommet du donjon et profiter d'une vue magnifique sur la ville de Richmond.  En même temps que le donjon était probablement terminé, Henri II renforça considérablement le château en ajoutant des tours et une barbacane. Henri III et le roi Édouard Ier investirent aussi sur le site, notamment par des améliorations apportées par Edward à l'intérieur du donjon. 
En plus de l'enceinte principale du mur, il y avait la barbacane devant la porte principale qui fonctionnait comme un espace d’entrée scellé, permettant aux visiteurs et aux wagons d’être contrôlés avant d’entrer au château. De l'autre côté du château, surplombant la rivière, se trouvait une autre enceinte ou bailey, appelée Cockpit, qui pouvait servir de jardin et qui était dominée par un balcon. Un dessin de 1674 suggère qu'il y avait un autre balcon plus long donnant sur la rivière du Grand Hall de Scolland. 

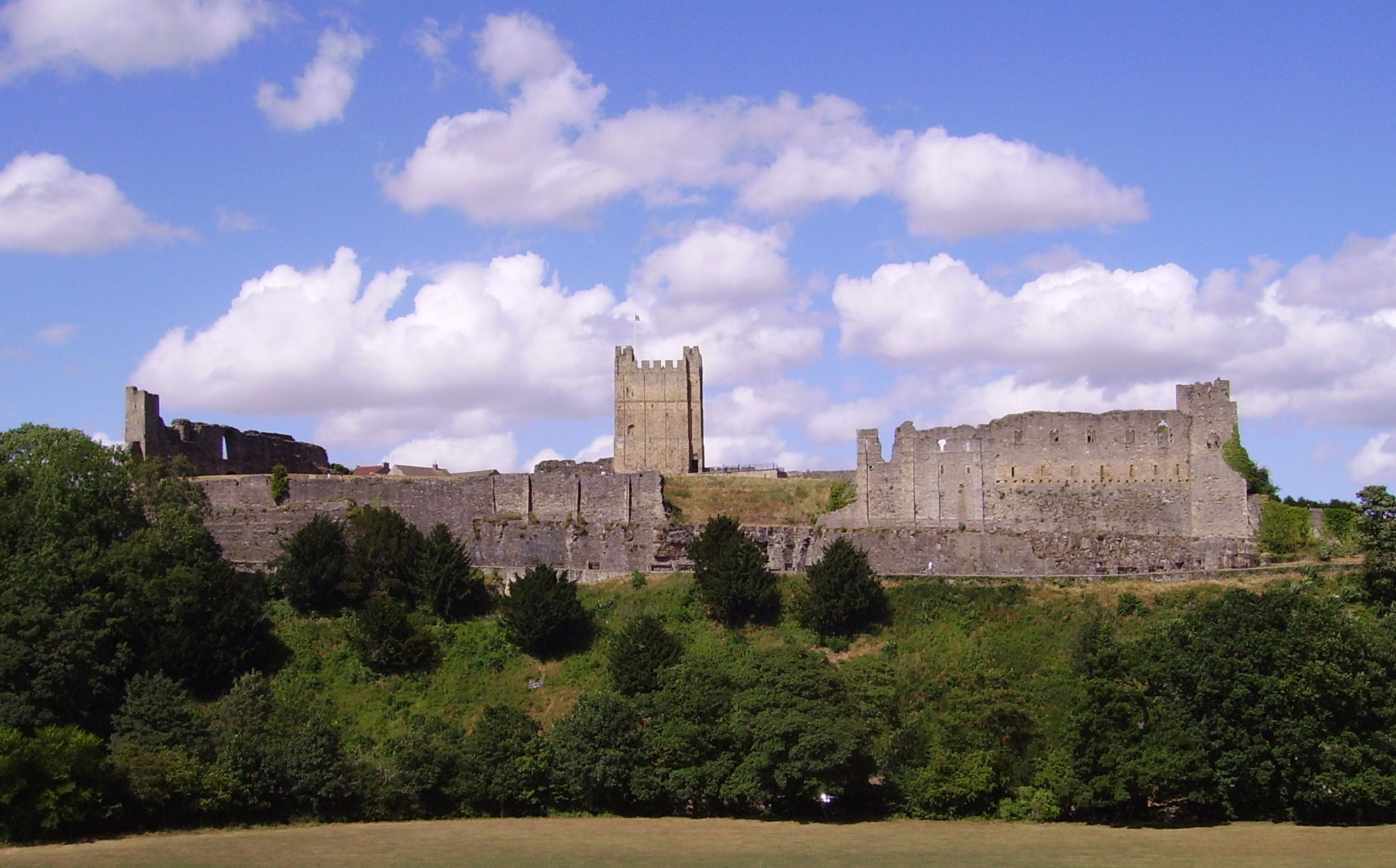
Le château vu du sud

Le château de Richmond cessa d'être utilisé comme forteresse à la fin du XIVe siècle et il ne subit aucune amélioration majeure après cette date. Une étude de 1538 montre qu'il était en partie en ruine, mais les peintures de Turner et d'autres, associées à l'essor du tourisme et à l'intérêt porté aux antiquités, conduisirent à la réparation du donjon au début du XIXe siècle. 
En 1855, le château devint le siège de la milice du North Yorkshire et un bâtiment de casernes militaires fut construit dans la grande cour. Pendant deux ans, de 1908 à 1910, le château fut la demeure de Robert Baden-Powell, plus tard fondateur des Boy Scouts, alors qu'il commandait l'armée du Territoire du Nord. Mais la caserne fut démolie en 1931 
Le château fut utilisé pendant la Première Guerre mondiale comme base du corps des objecteurs composé d'objecteurs de conscience - des conscrits qui refusaient de se battre. Il a également été utilisé pour emprisonner des objecteurs de conscience qui refusaient 'accepter la discipline de l'armée et de participer à la guerre de quelque manière que ce soit. Parmi eux figuraient les " Seize de Richmond " qui avaient quitté le château pour la France, furent inculpés en vertu du règlement sur le terrain, puis condamnés à mort. Mais leur peine fut commuée en dix ans de travaux forcés. 

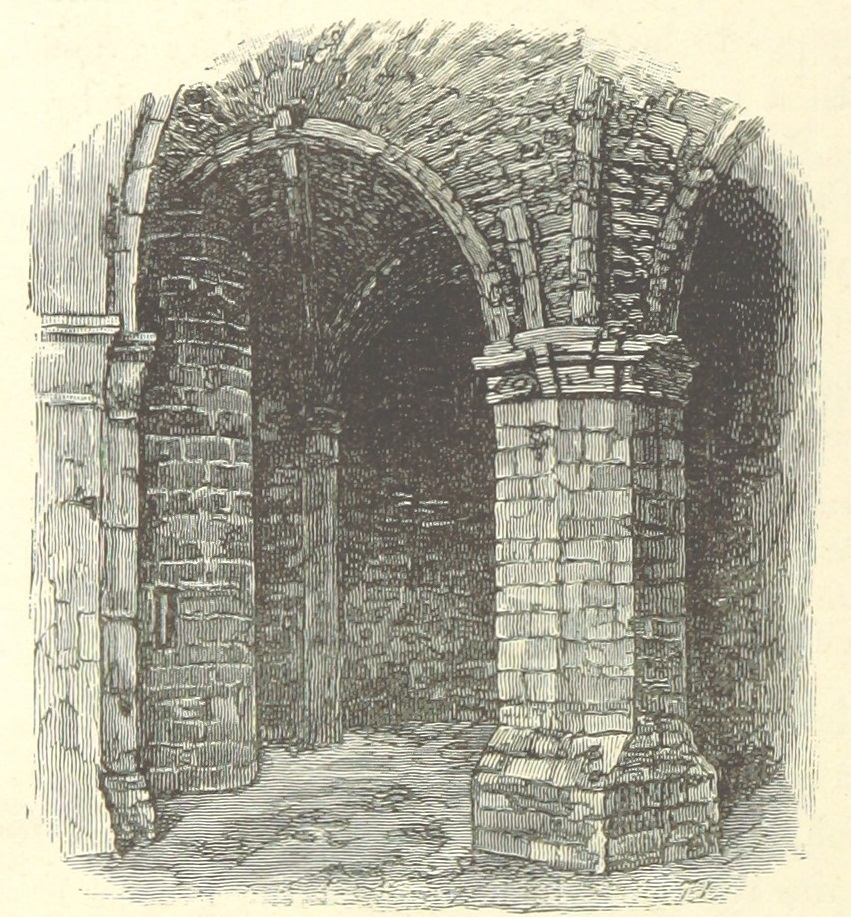
Une illustration du donjon

Tel que présenté aujourd'hui, le château de Richmond est l'un des plus beaux exemples de bâtiments normands en Grande-Bretagne, notamment le Scollands Hall, grand hall du château.  Le donjon a un toit et des planchers restaurés, mais l’arche de la porte principale du XIe siècle n’a pas été bloquée. Cette arche se trouve maintenant dans le sous-sol du donjon du XIIe siècle, construit en face de celle-ci. La porte principale a ensuite été déplacée vers sa position actuelle qui était dominée par le donjon adjacent pour protéger le donjon. 
Le château est un scheduled monument, un bâtiment historique et un site archéologique « d'importance nationale » qui a été protégé contre les modifications non autorisées. C'est aussi un bâtiment inscrit sur la liste des monuments classés du Royaume-Uni et donc reconnu comme une structure d'importance internationale,. Aujourd'hui, le château est sous la garde d'English Heritage, qui publie un guide écrit par John Goodall PhD, FSA. English Heritage anime le centre d'accueil des visiteurs du château ainsi qu'une exposition informative contenant des objets historiques. Ils organisent également des événements tout au long de l’année. 
Selon la légende, le roi Arthur et ses chevaliers dormirent dans une grotte sous le château. On dit qu'ils furent découverts par un potier nommé Thompson, qui s'enfuit en courant lorsqu'ils commencèrent à se réveiller. Une autre légende raconte qu'un garçon tambour disparu alors qu'il essayait de visiter un tunnel et que ses tambours fantomatiques sont parfois entendus autour du château.